# 刘胤 (三国)
刘胤（？年—256年），三国时期刘备的孙子，刘理的儿子。
延熙七年（244年），刘理去世，刘胤承袭为安平王。延熙十九年（256年）刘胤去世，谥号哀，刘胤的儿子刘承承袭为安平王。